# Wyspa Manoela
Wyspa Manoela (malt. Il-Gżira Manoel, ang. Manoel Island) – mała wyspa, która stanowi część gminy Gżira w porcie Marsamxett na Malcie. Jej nazwa pochodzi od nazwiska portugalskiego Wielkiego Mistrza António Manoela de Vilheny, który w latach 1720. wybudował na wyspie fort. Poprzednio wyspa znana była jako L'Isolotto lub L'Isola del Vescovo (malt. Il-Gżira tal-Isqof).

## Geografia
Wyspa Manoela jest płaska, o kształcie zbliżonym do liścia. Znajduje się w środku portu Marsamxett, z zatoką Lazzaretto od południa i zatoką Sliema na północy. Wyspa jest połączona z głównym lądem Malty mostem. Cała wyspa jest dobrze widoczna z bastionów stołecznej Valletty.

## Historia
W roku 1570 wyspa została przejęta przez Kapitułę Katedralną w Mdinie i stała się własnością biskupa Malty. To wtedy została nazwana l'Isola del Vescovo (wł.) lub il-Gżira tal-Isqof (malt.) - Wyspa Biskupia.

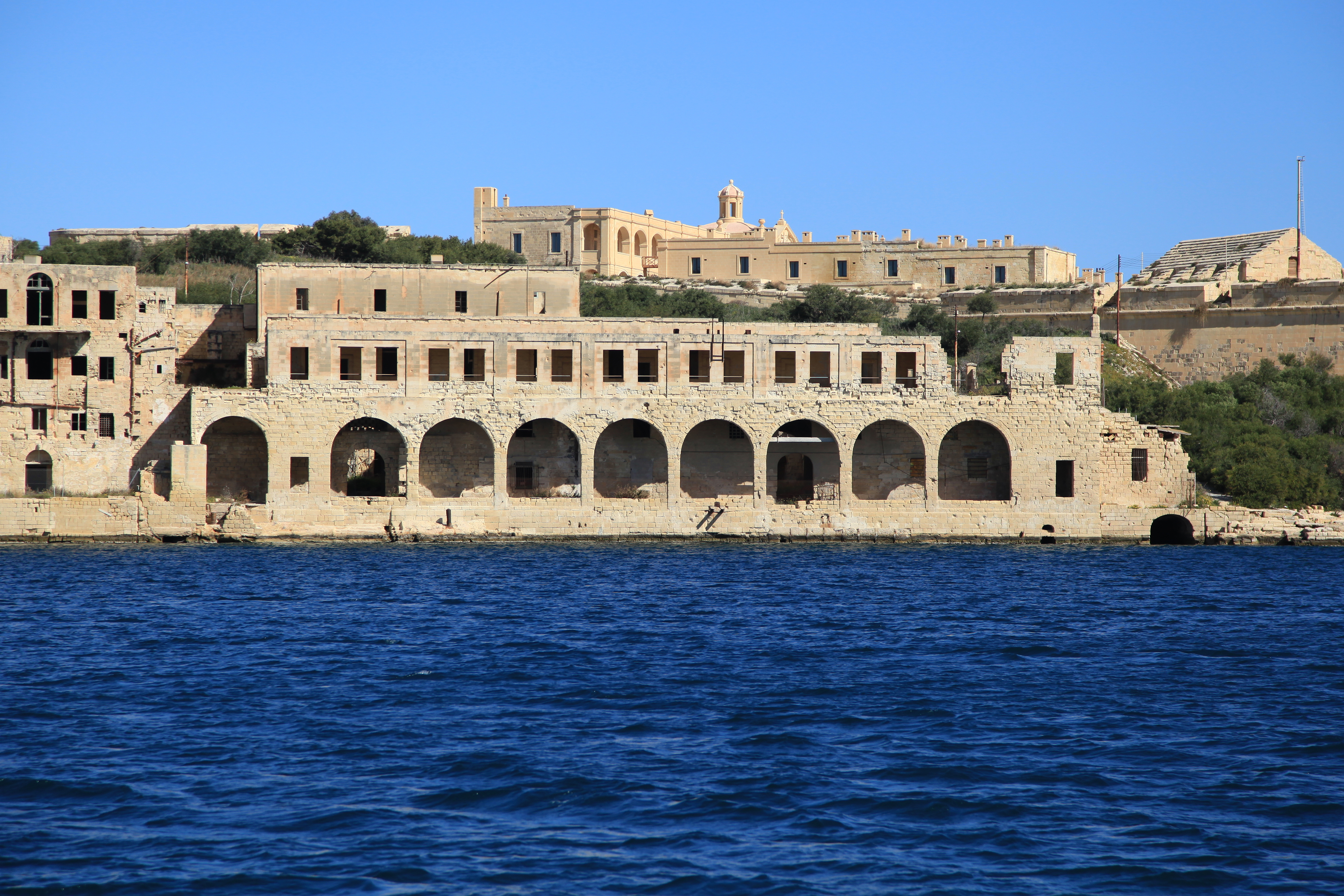
Lazzaretto

W roku 1592, po epidemii dżumy, zbudowany tam został szpital-kwarantanna, znany jako Lazzaretto. Szpital składał się z drewnianych chat i został rozebrany rok później, po ustaniu epidemii.  W 1643 roku, w czasie rządów Wielkiego Mistrza Juana de Lascaris-Castellara, Zakon św. Jana przejmuje wyspę od Kościoła w zamian za posiadłość w Rabacie, i buduje stałe Lazzaretto, aby móc kontrolować okresowe przypadki dżumy i cholery, pojawiające się wraz z wizytami statków. Szpital początkowo służył jako miejsce przebywania pasażerów ze statków objętych kwarantanną. Był konsekwentnie ulepszany podczas rządów Wielkich Mistrzów Nicolasa Cotonera, Gregorio Carafy i Antonio Manoela de Vilheny.

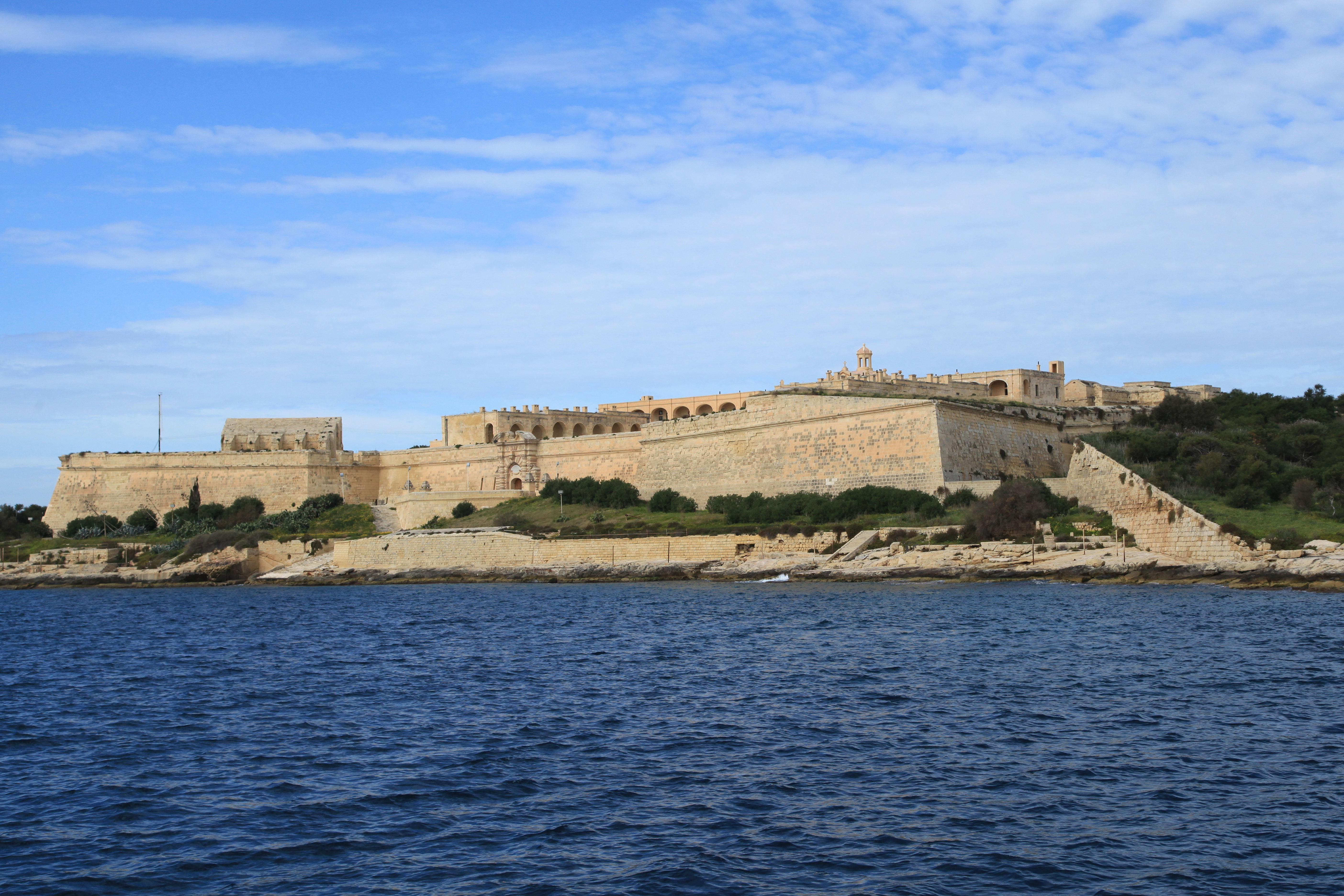
Fort Manoel

W latach 1723–1733, za rządów Wielkiego Mistrza António Manoela de Vilheny, został zbudowany na wyspie nowy fort gwiaździsty. Nazwany został Fort Manoel na cześć budowniczego, również nazwa wyspy została wtedy zmieniona. Twierdza jest uważana za typowy przykład XVIII-wiecznej inżynierii wojskowej. Jej pierwotne plany przypisywane są René Jacobowi de Tigné, a mówi się, że zostały zmodyfikowane przez jego przyjaciela i współpracownika Charles’a François de Mondion, pochowanego w krypcie pod fortem. Fort posiada wspaniały czworoboczny dziedziniec, plac paradny i arkady. Znajduje się w nim barokowa kaplica pod wezwaniem św. Antoniego z Padwy, zarządzana bezpośrednio przez Zakon.
W okresie rządów brytyjskich w Lazzaretto kontynuowano jego misję, a w latach 1837 i 1838, gdy gubernatorem był sir Henry Bouverie, szpital został nawet powiększony. Na krótko był używany jako kwatera dla wojska, lecz w 1871 została przywrócona jego pierwotna funkcja. W XIX wieku niektóre przychodzące listy i przesyłki poddawane były odkażaniu w Biurze Dezynfekcji szpitala, aby zapobiec rozprzestrzenianiu się chorób.
Podczas II wojny światowej, w czasie oblężenia Malty, wyspa Manoela i jej fort były wykorzystywane jako baza morska dla Royal Navy, nosząc kryptonimy "HMS Talbot" oraz "HMS Phœnicia". Kaplica św. Antoniego została zniszczona przez bezpośrednie trafienie bombą podczas nalotu Luftwaffe w marcu 1942 roku. Fort pozostawał opuszczony przez wiele lat i oba obiekty, Fort Manoel i Lazzaretto, uległy dewastacji.
Remonty i renowacja rozpoczęły się z początkiem XXI wieku.

## Współczesność

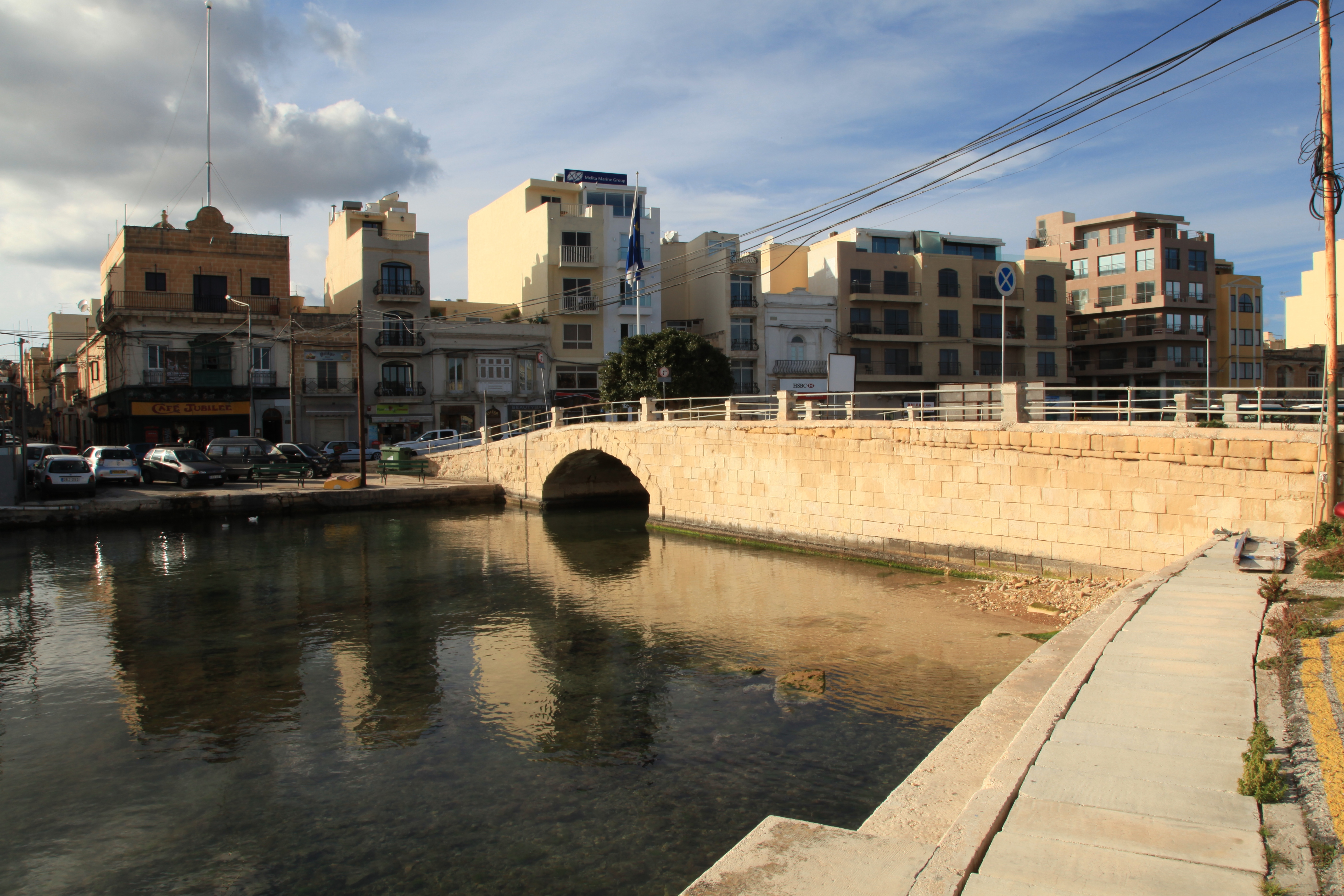
Most na wyspę Manoela

### Przystań i stocznia jachtowa

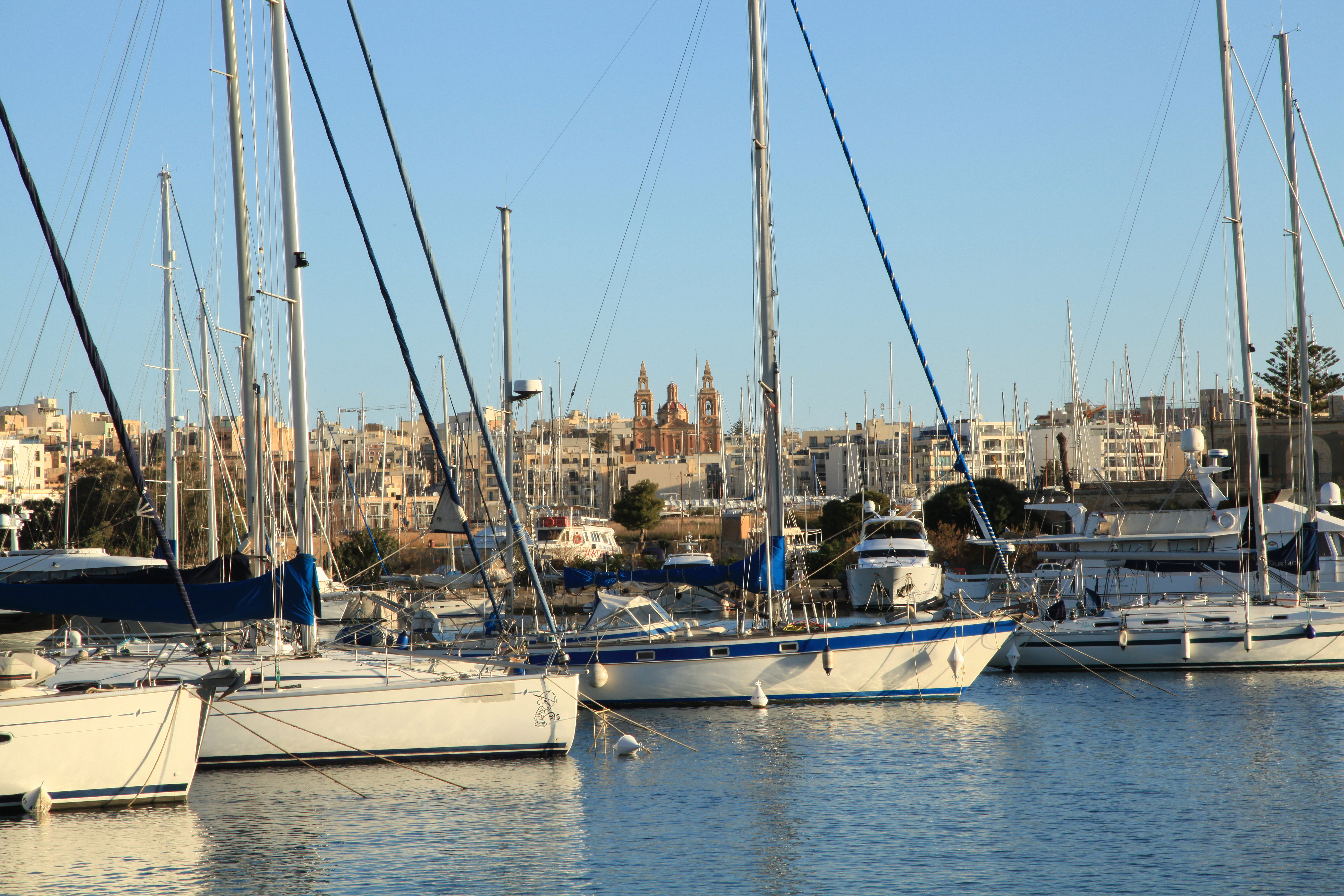
Yacht Marina na wyspie Manoela

Obecnie na wyspie Manoela mieści się stocznia jachtowa i przystań dla jachtów. Od roku 2011 przystań jachtowa znajduje się pod nowym zarządem i może przyjmować jednostki o długości do 80 metrów. Posiada łącznie 350 miejsc do cumowania.

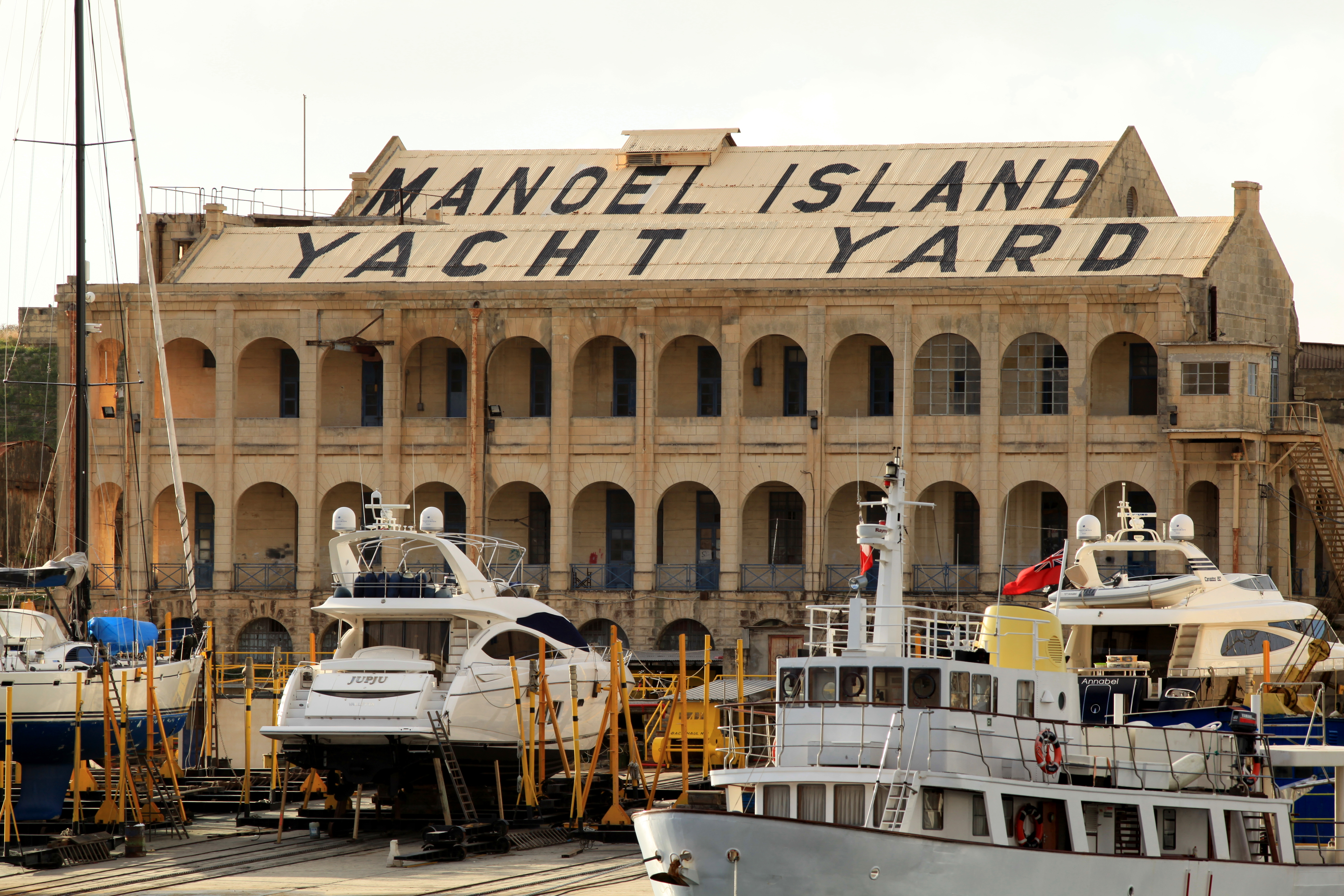
Stocznia jachtowa na wyspie Manoela

Stocznia jachtowa może pomieścić jachty i katamarany o długości do 50 metrów i wyporności do 500 ton. Stocznia oferuje przechowywanie łodzi, cumowanie, naprawy i kompleksowe odnawianie.

### Kacza wioska (Duck Village)

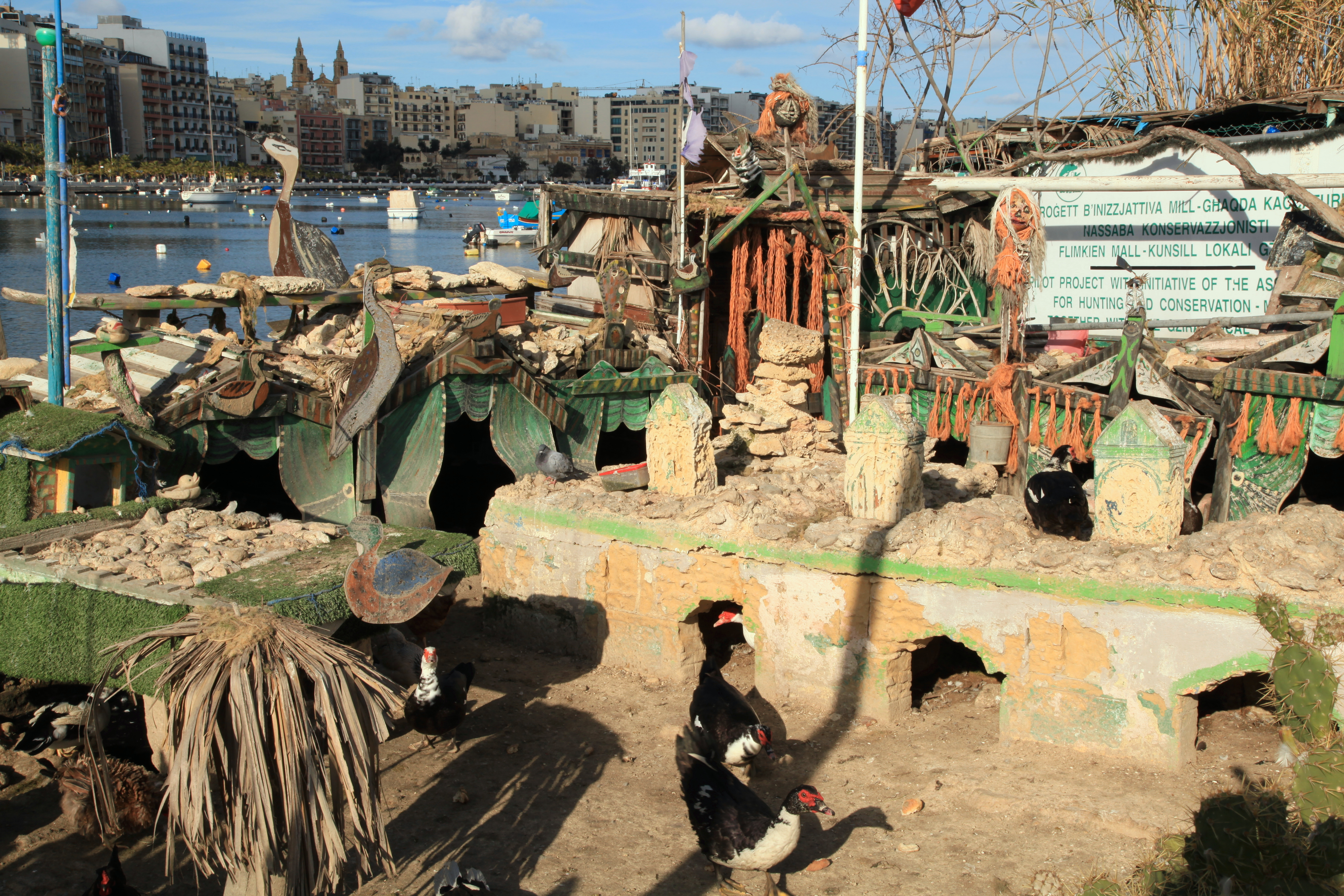
Duck Village

Wyspa Manoela była siedzibą osobliwego, nieformalnego schroniska dla kaczek i innych ptaków wodnych. Mieściło się ono koło mostu łączącego wyspę z głównym lądem. Zostało zorganizowane i było prowadzone jest przez miejscowych wolontariuszy, finansowane w całości z prywatnych darowizn. Miejsce zostało zamknięte ze względu na warunki w jakich trzymane były tam zwierzęa i rozebrane we wrześniu 2021

### Odnawianie
W sierpniu 2001 roku, firma MIDI plc rozpoczęła prace renowacyjno-konserwatorskie w Forcie Manoela. Duża jego część została całkowicie odbudowana, zwłaszcza miejsca trafione bombami w czasie II wojny światowej, w tym kaplica św. Antoniego. Fort został ponownie otwarty dla publiczności 31 października 2009 roku.
Budynek Lazzaretto jest również przewidziany do remontu, lecz przywrócenie go do świetności nie będzie łatwe, ponieważ uległ rozległym uszkodzeniom w ciągu wielu lat, zwłaszcza w czasie II wojny światowej, a niektóre jego fragmenty grożą zawaleniem. Po renowacji dawny szpital może być przekształcony w budynek mieszkalny oraz hotel i kasyno.
Istnieją również plany na nowe osiedle mieszkaniowe na wyspie Manoela, lecz MIDI skierowało większą uwagę na swój inny projekt na pobliskim Tigné Point. Jednak projekt zabudowy wyspy Manoela jest mocno krytykowany ze względu na bliskość ważnych budynków historycznych na wyspie. Strzeżona bariera, około 300 jardów (275 m) za mostem, daje do zrozumienia, że osoby postronne nie są mile widziane na większej części wyspy.